# Centropogon cornutus
Centropogon cornutus — вид рослин родини дзвоникові.

## Назва
В англійській мові має назву «М'ясо оленя» (англ. Deer meat). Вперше описана Карлом Ліннеєм, але згодом перекласифіковане Джорджем Друсе у 1914 році.

## Будова
Яскравий повзучий кущ 3 м заввишки, може досягати 9 м з підтримкою. На пошкоджені виділяє молочний сік. Квіти трубчасті червоні асиметричні на довгих квітконіжках, що ростуть на кінчиках гілок. Запилюється колібрі. Плід — соковита ягода.

## Поширення та середовище існування
Зростає у Південній та Центральній Америці до Антильських островів. Зустрічається вздовж річок, на болотах.

## Галерея

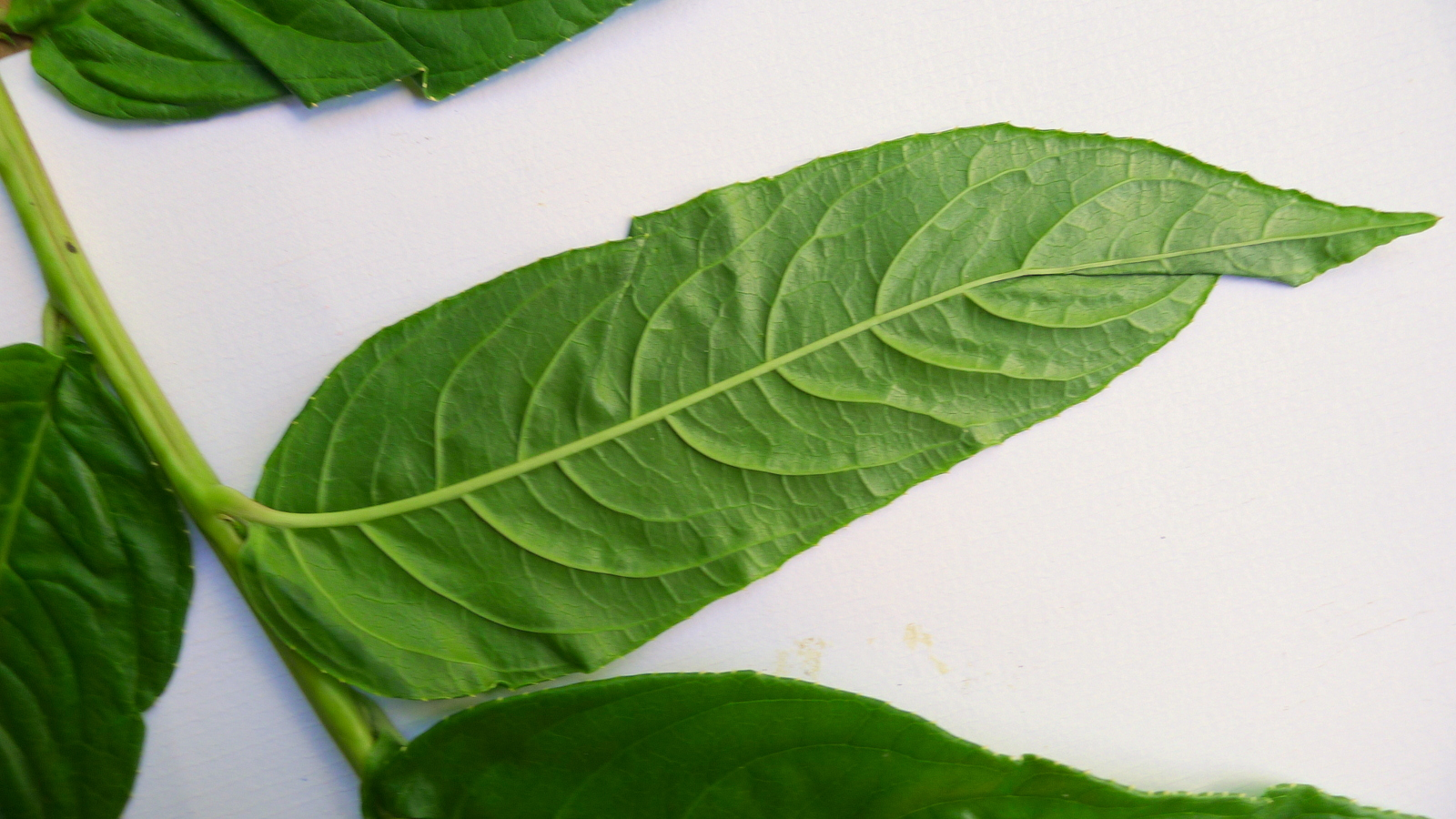
Листя
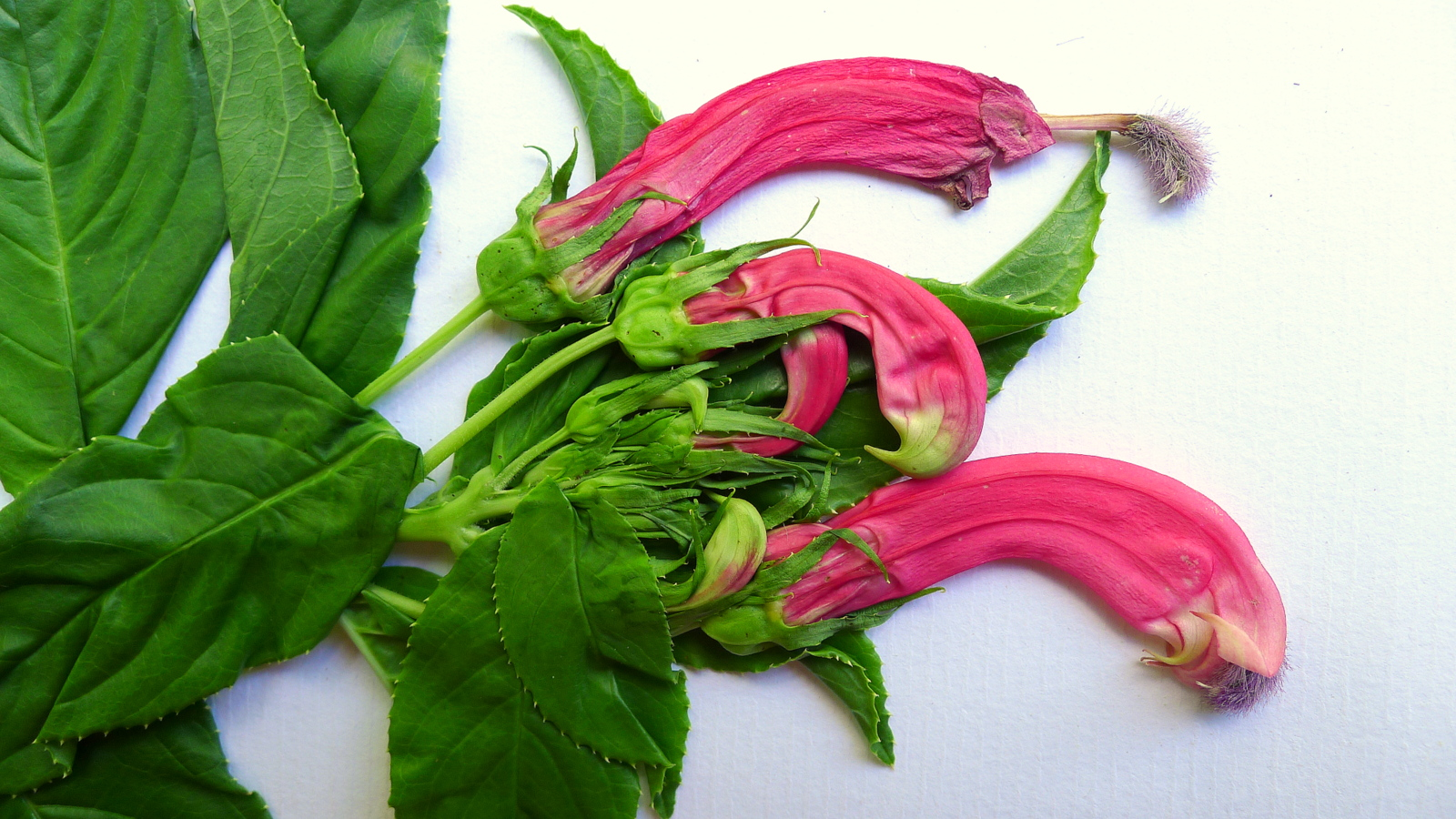
Квіти